# Törbel
Törbel est une commune suisse du canton du Valais, située dans le district de Viège.

## Transport
Desservie par un Car-Postal Stalden,Saas-Törbel, Furen(-Z'Nivu, Skilift).Google Maps